# 住院病人
《住院病人》是柯南·道爾所著的福爾摩斯探案的56個短篇故事之一，收錄於《福爾摩斯回憶錄》。

## 故事簡介
一位醫生得到陌生人的資助，得以自行掛牌行醫，但該名贊助人奇怪得很，一直住在醫生的樓上，又十分害怕陌生人，不過多年來醫生與贊助人都相安無事，直到最近有病人偷在家中走動，令贊助人變得歇斯底里，於是向福爾摩斯請教。福爾摩斯上門後發現讓該名贊助人有很多隱瞞，故此不能插手。過了數天，該名贊助人被人謀殺，福爾摩斯才得知該名贊助人曾經私吞贓款，故有人裝成病人入內殺他。